# Balaiseaux
Balaiseaux é uma comuna francesa na região administrativa de Borgonha-Franco-Condado, no departamento de Jura. Estende-se por uma área de 6,01 km². Em 2010 a comuna tinha 318 habitantes (densidade: 52,9 hab./km²).